# Luis Antonio García Navarro
Luis Antonio García Navarro (* 30. April 1941 in Chiva, Provinz Valencia; † 10. Oktober 2001 in Madrid) war ein spanischer Dirigent.

## Leben
García Navarro begann seine musikalische Ausbildung an den Konservatorien von Valencia und Madrid. In Wien studierte er Dirigieren bei Hans Swarowsky, Karl Österreicher und Reinhold Schmid.
Von 1970 bis 1974 war García Navarro Musikdirektor des Sinfonieorchesters von Valencia, und von 1976 bis 1978 des Portugiesischen Radiosinfonieorchesters. Er war Generalmusikdirektor des Württembergischen Staatstheaters Stuttgart von 1987 bis 1991. Von 1997 bis zu seinem Tod 2001 war er Generalmusikdirektor des Teatro Real in Madrid und zugleich Titulardirigent des Orquesta Sinfónica de Madrid. Er galt als einer der wichtigsten zeitgenössischen Dirigenten Spaniens.